# Torri Renoir
Le Torri Renoir (in spagnolo Torres Renoir) sono due grattacieli della capitale argentina Buenos Aires. Situate nel barrio di Puerto Madero, i due edifici presentano uno stile simile ma altezze differenti. La Torre Renoir 2, alta 172 m, è il terzo edificio più alto dell'Argentina.

## Storia
Il progetto è stato elaborato dallo studio di architettura Robirosa-Beccar Varela-Pasinato per l'impresa di costruzioni DyPSA, che si è occupata anche dei lavori di costruzione. I lavori della prima torre sono iniziati nel 2005 e sono proseguiti fino al 2008, quando gli appartamenti sono stati consegnati ai proprietari. La costruzione della seconda torre è iniziata nel 2007 ed è stata ultimata nel 2012.